# The Wind Cries Mary
The Wind Cries Mary — третий сингл британской рок-группы «The Jimi Hendrix Experience» из альбома «Are You Experienced», выпущенный 5 мая 1967 года. Песня написана в жанре психоделического блюз-рока, схожего c балладой. По оценке журнала «Rolling Stone» песня заняла 370-е в списке 500 самых великих песен всех времён. Аккорды Хендрикс подобрал, воодушевлённый работой Кёртиса Мэйфилда.